# Nepenthes hamata
Nepenthes hamata är en tvåhjärtbladig växtart som beskrevs av J.R. Turnbull och A.T. Middleton. Nepenthes hamata ingår i släktet Nepenthes och familjen Nepenthaceae. Inga underarter finns listade i Catalogue of Life.

## Bildgalleri

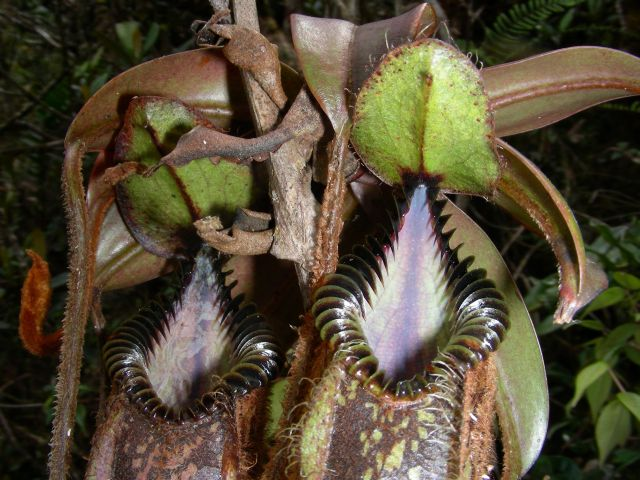
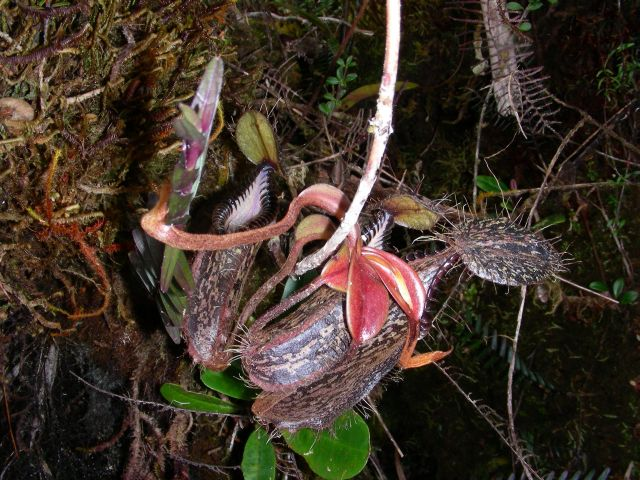
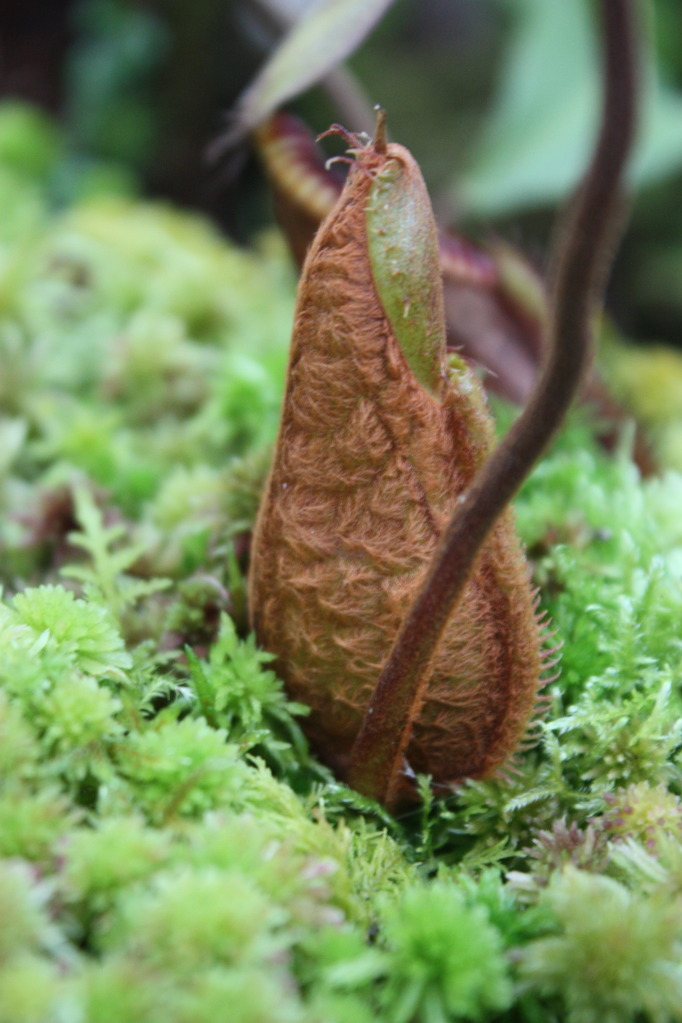
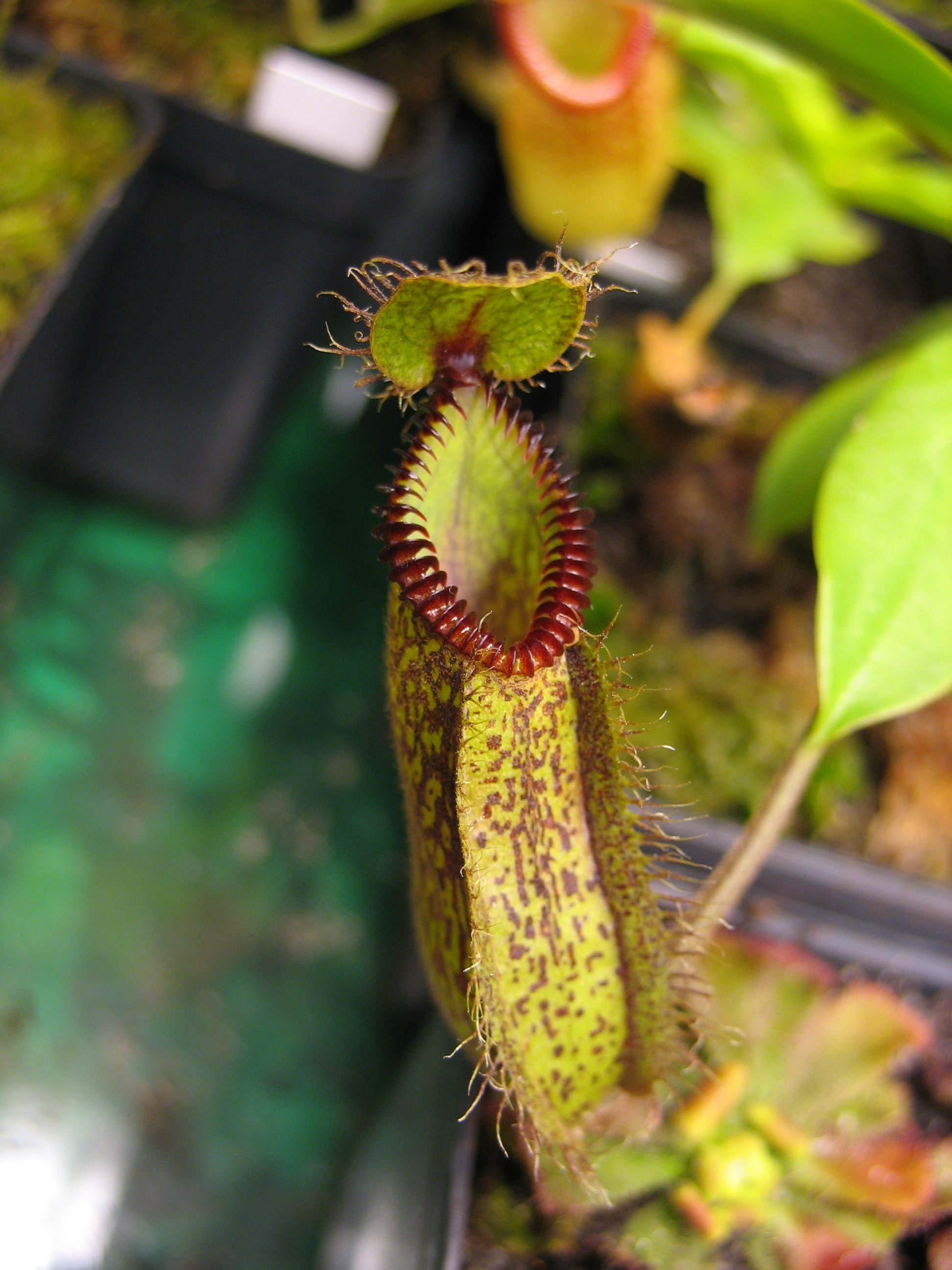
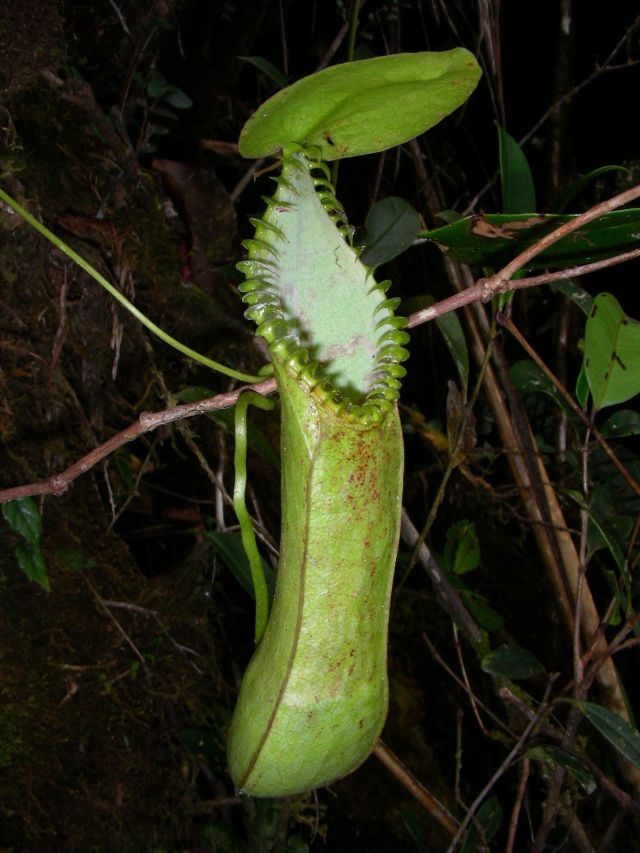
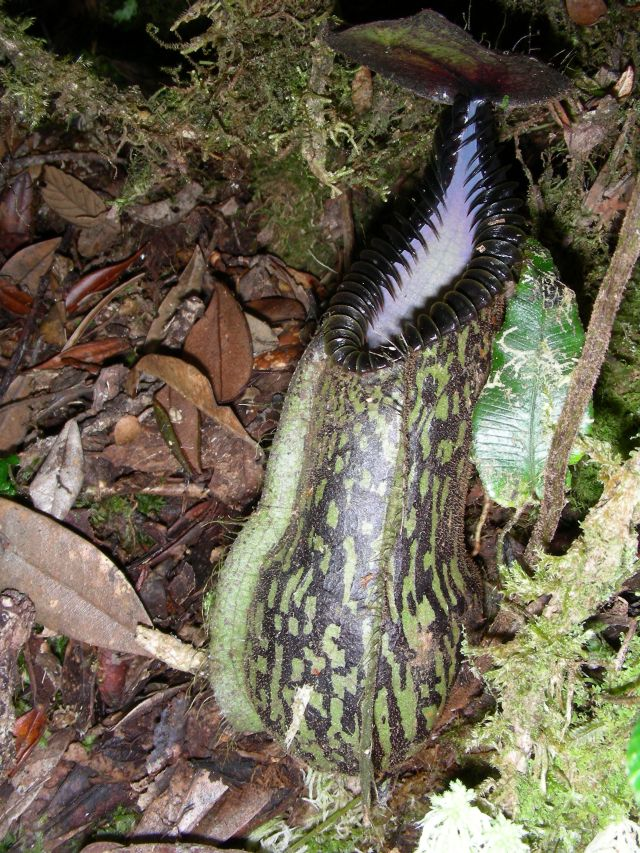